# Petr Kolařík
Petr Kolařík (* 14. březen 1991, Cheb, Československo) je český fotbalový záložník. v současné době hrající za klub AFK Eletis Lužec.

## Kariéra
Rodák z Chebu nastoupil ke svému prvnímu zápasu v Gambrinus lize 9. srpna 2013 v dresu Slavie proti Dukle (výhra 1:0).
V Gambrinus lize nastoupil k lednu 2014 ke třem utkáním, branku nevstřelil.Momentálně je v klubu AFK Eletis Lužec.Je to záložník.